# Letalitet
Letalitet (engelsk: case fatality rate) er dødelighed af en sygdom, nærmere bestemt som proportionen af dødsantallet set i forhold til sygdomstilfælde.
Letaliteten varierer fra sygdom til sygdom.
For prionsygdomme og ubehandlet rabies er letaliteten noget nær 100%, mens almindelig influenza kan have en letalitet på 0.1%.
Letaliteten kan være aldersbetinget.
Estimering af en sygdoms letalitet kan være forbundet med stor usikkerhed.
Således er letaliteten for 2009-influenzapandemien anslået fra 0% til 13,5%.
Usikkerheden kan skyldes flere elementer:
1. Sygdommen kan være så mild eller måske helt asymptomatisk at en inficeret person og sundhedssystemet ikke opdager at personen er inficeret.
2. Evnen til at diagnosticere sygdommen kan være begrænset, således at mistænkte tilfælde kan eller kan ikke være sygdomstilfælde. For eksempel kan det være svært at skelne forskellige luftvejssygdomme der optræder med samme symptomkompleks. Begrænsningen kan også skyldes at man vælger ikke at teste patienter af kapacitetsgrunde.
3. Med komorbiditet, hvor en patient lider af flere forskellige sygdomme, kan det være svært at afgøre hvad patienten døde af.
4. Sygdommen kan have ramt forskellige befolkningsgrupper der reagerer forskelligt på sygdommen.